# Torbjörn Nordström
Torbjörn Norström, född 24 augusti 1973, är en svensk fotbollstränare och före detta fotbollsspelare.
Under sin aktiva karriär spelade Nordström i Allsvenskan med Umeå FC 1996.
Som tränare vann han 2007 Norrettan med Umeå Södra FF, och klubben avancerade därmed till Damallsvenskan 2008. Han har också varit tränare i Sveriges flicklandslag, och 2014 till 2016 var han sportchef och assisterande tränare för Umeå IK FF. Hösten 2016 blev han assisterande tränare till Robert Bergström i herrlaget Umeå FC, men 2017 gick han tillbaka till UIK, den här gången som assisterande tränare till Bergström. Duon ledde UIK till Damallsvenskan 2020.Nordström var under säsongen 2021 huvudtränare för Umeå FC tillsammans med Magnus Henrysson där de slutade på en 5:e plats i Division 1 Norra. 2022 övergick Nordström till rollen som nationell fotbollsutbildare på Svenska Fotbollförbundet.